# Capitano di 2ª classe
Capitano di 2ª classe (russo: капитан 2-го ранга; traslitterato: kapitan vtorogo ranga) è un grado militare usato nelle marine militari russe: la Marina dell'Impero russo, la Marina Sovietica e la Marina della Federazione Russa e in numerose marine di stati nati dopo la dissoluzione dell'Unione Sovietica, oltre che della marina bulgara e della marina albanese.

## Storia
Nella gerarchia della marina russa il grado è superiore a capitano di 3º rango (капитан 3-го ранга; traslitterato: kapitan tretego ranga) e inferiore a capitano di 1º rango (капитан 1-го ранга; traslitterato: kapitan pervogo ranga) ed è omologo al grado militare di tenente colonnello delle altre Forze armate della Federazione Russa e al grado di capitano di fregata della Marina Militare Italiana.
Nella Marina dell'Impero russo il grado ha avuto questa denominazione sin dal 1722 in avanti. Dopo la rivoluzione russa il grado nella Flotta Rossa degli operai e dei contadini ha avuto la denominazione di Primo aiutante di comandante di vascello (cтарший помощник командира корабля; traslitterato: staršij pomoščnik komandira korablja) tra il 1918 e il 1925, mentre tra il 1925 e il 1935 il grado venne sdoppiato in Primo aiutante di comandante di vascello di 1º rango (cтарший помощник командира корабля 1-го ранга; traslitterato: staršij pomoščnik komandira korablja 1-go ranga) e comandante di vascello di 2º rango (командир корабля 2-го ранга; traslitterato: komandir korablja 2-go ranga) per essere riunificato nel 1935 tornando alla denominazione di capitano di 2º rango.

## Il grado nelle marine post sovietiche
Il grado è presente nelle marine dell'Azerbaigian, del Kazakistan, del Turkmenistan, dell'Ucraina, dell'Uzbekistan, stati nati dalla dissoluzione dell'Unione Sovietica e nelle Marine albanese e bulgara stati socialisti che hanno fatto parte del Patto di Varsavia.

## Immagini
Evoluzione del distintivo di grado nella marina russa e sovietica
Il distintivo di grado attuale di capitano di 2ª classe della Marina Militare della Federazione russa dal 2010 è uguale a quello della Marina Militare Sovietica dal 1955 al 1991 e della stessa Marina Militare Russa dal 1991 al 1994.
| Grado | Риф                           | Флот Российской Республики | Военно-Морской Флот СССР | Военно-Морской Флот СССР | Военно-Морской Флот СССР | Военно-Морской Флот СССР   | Военно-Морской Флот СССР   | Военно-Морской Флот Российской Федерации        | Военно-Морской Флот Российской Федерации    | Военно-Морской Флот Российской Федерации      | Военно-Морской Флот Российской Федерации |
| Distintivo per paramano Controspallina | безрамки                      | безрамки                   |                          |                          |                          |                            |                            |                                                 |                                             |                                               |                                          |
| | Controspallina (fino al 1917) | paramano (1917)            | paramano1 (1918—1935)    | paramano2 (1925—1935)    | paramano (1935—1991)     | controspallina (1943—1955) | controspallina (1955—1991) | controspallina Uniforme di servizio (1994—2010) | controspallina Uniforme di gala (1994—2010) | controspallina Uniforme ordinaria (1994—2010) | controspallina (dal 2010)                |
| 1(Distintivo di grado di Comandante di vascello di 2° rango) 2 (Distintivo di grado di Primo aiutante di Comandante di vascello di 1° rango) |                               |                            |                          |                          |                          |                            |                            |                                                 |                                             |                                               |                                          |

Distintivo di grado nella marine post sovietiche

Kapiten Rangut II (Albania)[3]
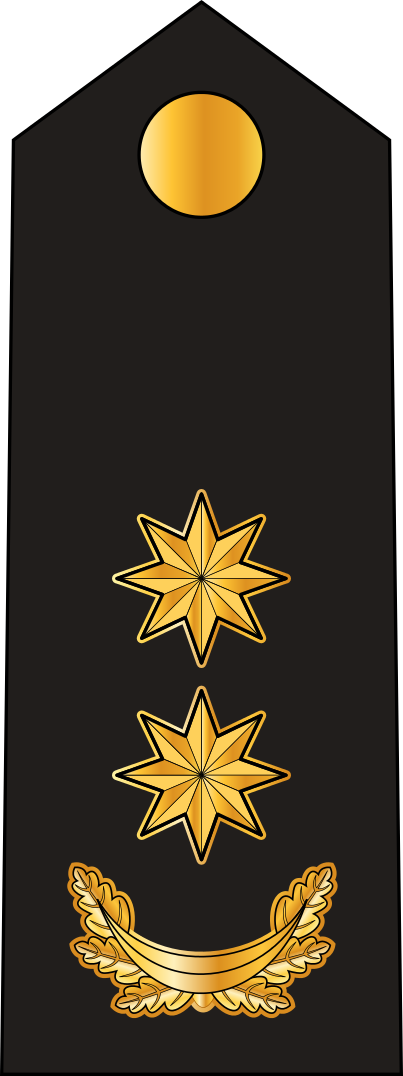
Ikinci dərəcəli kapitan (Azerbaigian)
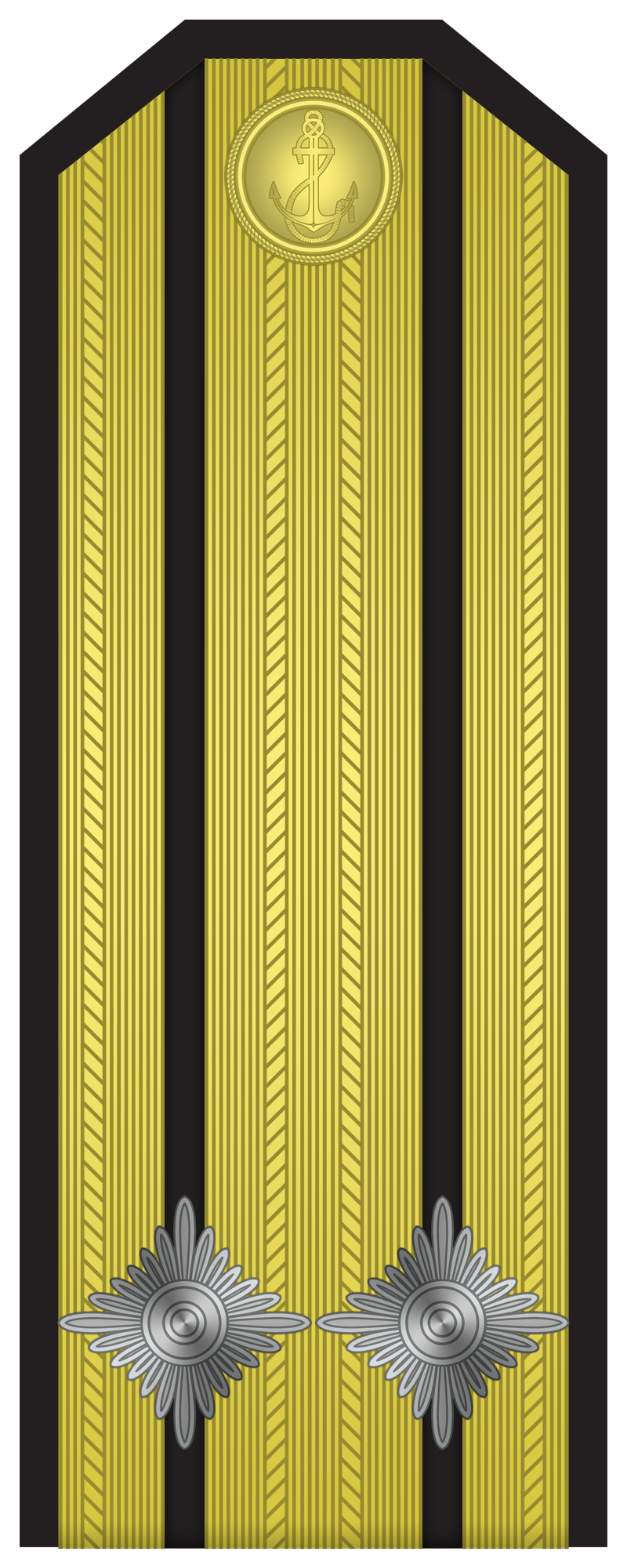
Капитан II ранг Kapitan II rang (Bulgaria)
Екінші дәрежелі капитан Ekinşi därejeli kapïtan (Kazakistan)[6]
2-nji derejeli kapitan (Turkmenistan)[7]
Капітан II рангу Kapitan II ranhu (Ucraina)[8]
II rang kapitani (Uzbekistan)[9]